# Coelorinchus longicephalus
Coelorinchus longicephalus és una espècie de peix de la família dels macrúrids i de l'ordre dels gadiformes.

## Morfologia
- Els mascles poden assolir 89 cm de llargària total.[5][6]

## Hàbitat
És un peix d'aigües profundes que viu entre 336-700 m de fondària.

## Distribució geogràfica
Es troba al Mar de les Filipines.